# Matyszewo
Matyszewo (ros. Матышево) – wieś w Rosji, w obwodzie wołgogradzkim, w rejonie rudniańskim. W 2021 liczyła 1228 mieszkańców.